# Dos de la vida airada
Dos de la vida airada es una película mexicana de 1947, dirigida por Juan Bustillo Oro y protagonizada por Manolín y Shilinsky, junto a las actrices, Amanda del Llano y Delia Magaña. 
La trama gira en torno a Manolín y Shilinsky quienes son despedidos de su trabajo y son contratados por un opulento norteño que les pide pasar por otras personas.

## Argumento
Manolín y Shilinsky en una carpa hacen un número ruso, vestidos como tales y tocando sendas balalaicas, pero los directores tienen temor de que Manolín cuente "el colmo del charro". Sus temores se ven justificados cuando al terminar su actuación Manolín cuenta dicho colmo, y los sacan de la carpa. 
Manolín se pierde toda la noche, y cuando regresa no recuerda nada, entonces Shilinsky lo interroga y se da cuenta de que por un trauma de su niñez Manolín cuenta ese colmo cada vez que toma tequila. 
Como no tienen dinero para pagar la renta, los desalojan y les embargan sus muebles, los cuales deben cargar ellos mismos, pues no hay para pagar a los cargadores. Cuando eso sucede, llega un ebrio llamado Don Laureano Palomar a contratarlos para otra mudanza, pues va a desalojar a su amante de su casa. Después de que sacan el piano, los amantes se reconcilian, por lo que tienen que volver a subir el piano, aunque ya está un poco roto por el maltrato sufrido a la bajada. Los amantes vuelven a pelear, y Manolín y Shilinsky a sacar (y romperlo) el piano, y así se la llevan hasta que acaban con el piano. 
Como su violín y guitarra estaban en la carpa, no se los embargaron, por lo que se van a la Plaza Garibaldi a tratar de trabajar como mariachis. Cuando un hombre intenta contratarlos, las «mensadas» de Manolín hacen que este se vaya, y no consiguen el trato. Después llega otro cliente y cuando todos los mariachis van a tratar de ganarlo, les rompen sus instrumentos en el barullo a Manolín y Shilinsky. En eso llega el mismísimo don Laureano, y creyendo que por su culpa perdieron sus instrumentos, se los lleva a El Tenampa a embriagarse. 
Don Laureano les deja su cartera y su pistola a Manolín y a Shilinsky y se va a echar pleito. Entonces ellos aprovechan para robarse las cosas de don Laureano, y hasta se llevan su carro. Cuando este último sale para recuperarlo, se lo lleva la patrulla.
Manolín y Shilinsky llegan muy lejos y se reparten el botín, pero como Shilinsky trata de abusar, Manolín se desquita quedándose con el coche y cobrándole la llevada.
Después van a una quinta, porque es mencionada en una carta que encuentran en la cartera de don Laureano, por lo que deciden asaltarla. Al entrar furtivamente, los sorprende una mujer (que es la hija de don Laureano) y luego la criada los somete. La dueña, llamada Lolita, los convence de quedarse con ella a ayudarle a engañar a su padre. Entonces Manolín toma el papel de marido de Lolita (llamado Jacinto) y Shilinsky el de mayordomo. 
Al llegar don Laureano, como ya está sobrio, no los reconoce. Entonces acepta a Manolín y le da a Lolita como regalo una joya muy cara, y luego empieza a emborracharse (con lo que poco a poco va recuperando la memoria). Por su parte, Manolín y Shilinsky se arrepienten de haberse convertido en delincuentes, y le regresan sus cosas a don Laureano. En eso, el verdadero Jacinto llega furtivamente, y se roba la joya, y cuando Shilinsky trata de detenerlo, Jacinto lo golpea y escapa.
Manolín y Shilinsky siguen a Jacinto en el carro de don Laureano, y él sale a perseguirlos a balazos, por lo que se lo lleva la policía y lo encierran. Después llega la policía llevando a Manolín, Shilinsky y Jacinto, quienes se acusan mutuamente de rateros. Luego llega Lolita y aclara la situación, con lo que Jacinto entra a la cárcel, y don Laureano sale libre. 
El delegado trata de encerrar a Manolín y Shilinsky, pero no puede, por lo que los deja libres, pero don Laureano se acuerda de todo lo que le han hecho, por lo que los persigue a balazos, con lo que acaba la película.

## Elenco
- Manuel Palacios «Manolín» como Manolín.
- Estanislao Schillinsky como Shilinsky.
- Amanda del Llano como Lolita.
- Delia Magaña como Socorro.
- Agustín Isunza como Don Laureano Palomar.
- Óscar Pulido como Delegado.
- Pedro Elviro como Pantaleón.
- José Muñoz como Padre de muchachas.
- Miguel Manzano como Jacinto.
- Aideé Gracia como Mercedes.
- Armida Bracho
- Francisco Pando como Dueño de carpa.
- Humberto Rodríguez como Notario.
- Félix Mede